# Brough and Shatton
Pour les articles homonymes, voir Brough.
Brough and Shatton est une paroisse civile du Derbyshire, en Angleterre.